# Carcinopsis sarasiniana
Carcinopsis sarasiniana är en insektsart som beskrevs av Griffini 1914. Carcinopsis sarasiniana ingår i släktet Carcinopsis och familjen Anostostomatidae. Inga underarter finns listade i Catalogue of Life.